# Гинецей
Гинеце́й (лат. gynaecēum, греч. — женская половина [в древнегреческом доме]) — совокупность плодолистиков цветка.
Другое определение гинецея — совокупность пестиков в цветке (то есть совокупность частей цветка, образованных плодолистиками).
В полных цветах, например лилий, левкоя, пиона и т. д., он занимает центральную часть цветка. Состоит из одной или многих частей, называемых плодниками или плодолистиками (в литературе также используется термин пестик, который многие ботаники считают излишним), из которых впоследствии образуются плоды.
Если в гинецее один плодолистик, гинецей называется одночленным, если много — многочленным.

## Пестик

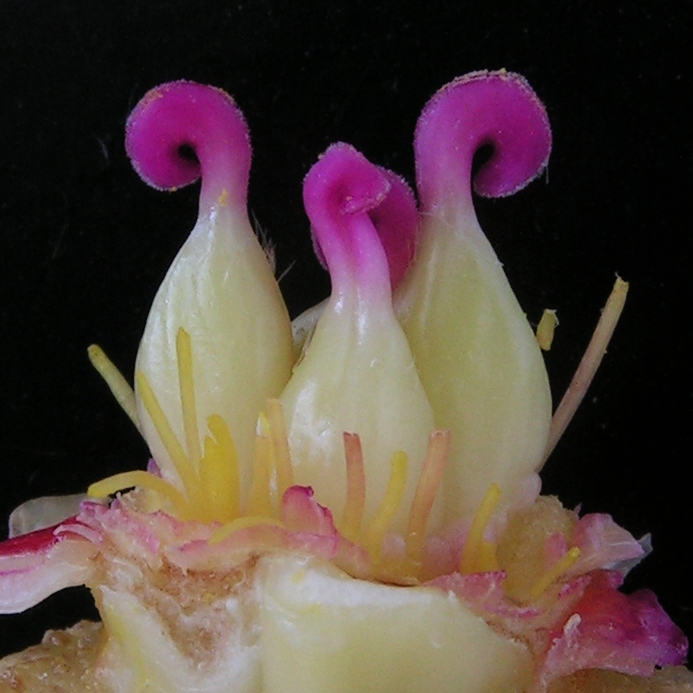
Пестики в цветке пиона (лепестки и тычинки удалены)

Плодолистики, срастаясь краями, образуют пестик, который в типичном случае состоит из трёх частей:
- нижняя вздутая — завязь (лат. germen);
- столбик (лат. stylus), составляющий непосредственное продолжение завязи;
- рыльце (лат. stygma), заканчивающее собой столбик.

В завязи заключены один или несколько семязачатков (семяпочек). Это очень мелкие, иногда едва заметные тела, подвергающиеся оплодотворению и превращающиеся после того в семена.
Столбик, который у многих растений вовсе не развит или развит весьма слабо, содержит внутри себя канал, выстланный нежной и рыхлой тканью, часто совершенно его заполняющей. Через него происходит оплодотворение.
Рыльце выстлано, подобно каналу столбика, такой же рыхлой тканью, высачивающую из себя густую сахаристую влагу, и принимающую плодотворную пыль.
В многочленном гинецее пестики могут быть свободными или срастаться между собой. В первом случае многочленность гинецея вполне ясна, во втором — срастание бывает различно. Иногда срастаются одни только завязи и тогда столбиков бывает столько же, сколько пестиков в гинецее, а иногда срастание касается и завязей, и столбиков. Во втором случае гинецей представляется цельным, состоящим как бы из одного пестика; число пестиков можно определить по числу рыльцев или, по крайней мере, по числу лопастей рыльцев.

### Завязь
Многочленная сростная завязь имеет обычно снаружи несколько продольных рёбер, число которых соответствует числу сросшихся частей. Внутри такой сростной завязи обычно имеется столько гнёзд, сколько срослось частей, хотя это не может считаться правилом без исключений. По своему положению относительно других частей цветка завязь может быть верхней (лат. germen superum) или нижней (лат. germen inferum). Во втором случае все части цветка, а именно чашечка, венчик, тычинки и столбики или рыльца сидят на верхушке самой завязи, она как бы срослась с чашечкой; в первом — она находится в середине цветка, а все остальные его части располагаются ниже её, или на одной с ней плоскости; если же они и прикрепляются выше, то отнюдь не на ней самой, а на краю более или менее вогнутого цветочного ложа; верхнюю завязь называют поэтому также свободной, несростной (лат. germen liberum). Такое различие зависит от развития гинецея.

## Классификация гинецеев
Гинецей у разных растений чрезвычайно разнообразен не только по своему составу, числу частей и указанным выше обстоятельствам, но ещё по форме и относительным размерам своих частей. У голосеменных растений он состоит из двух или нескольких семяпочек, незамкнутых в завязь; вместо завязи у них часто чешуевидный листок, при основании которого они и сидят (сосны, пихты, ели и пр.). У цветковых всегда имеется более или менее замкнутая завязь, вследствие чего их и называют покрытосеменными. Кроме того, имеются такие растения, у которых весь цветок состоит из одного только гинецея даже без всякого при нём покрова (ивы).
Выделяют два основных вида гинецея:
- 1) Апокарпный гинецей — состоит из самостоятельных плодолистиков, отличается краевой плацентацией.
  - а) Поликарпный гинецей — состоит из множества самостоятельных плодолистиков с краевой плацентацией.
  - б) Монокарпный гинецей — состоит из единственного пестика с краевой плацентацией.
- 2) Ценокарпный гинецей — состоит из нескольких сросшихся плодолистиков, образующих единый пестик. Выделяют три разновидности ценокарпного гинецея:
  - а) Синкарпный — несколько сросшихся стенками плодолистиков, плацентация центрально-угловая.
  - б) Паракарпный — то же, но стенки плодолистиков не сохранились. Плацентация постенная.
  - в) Лизикарпный — отличается от паракарпного колончатой (центральной) плацентацией.

Кроме того, иногда выделяют ещё один вид гинецея — псевдомонокарпный, или псевдомономерный: это сильно редуцированный синкарпный или паракарпный гинецей, в котором фертилен и полностью развит лишь один плодолистик.

## Значение
Для репродукции растений гинецей имеет первенствующее значение, ибо он, после оплодотворения, разрастается в плод с семенами. Сообразно этому его значению и разные части его имеют различную степень важности для растений. Важнейшая его часть есть семязачаток, превращающийся в семя, поэтому гинецей без семязачатков лишается своего биологического значения и считается недоразвитым.
Нормальных растений без семяпочек нет, однако имеются растения, гинецей которых представлен только семяпочкой. Затем по важности следует рыльце, то есть орган, принимающий пыльцу. Настоящего рыльца нет только у голосеменных, где оно заменено однако же рыхлой тканью, развивающейся при отверстии семяпочки (микропилярном). Менее важен столбик, которого вовсе нет у многих растений (многие лютиковые, барбарис и пр.). Настоящей завязи не имеется только у голосеменных.